# Aparan

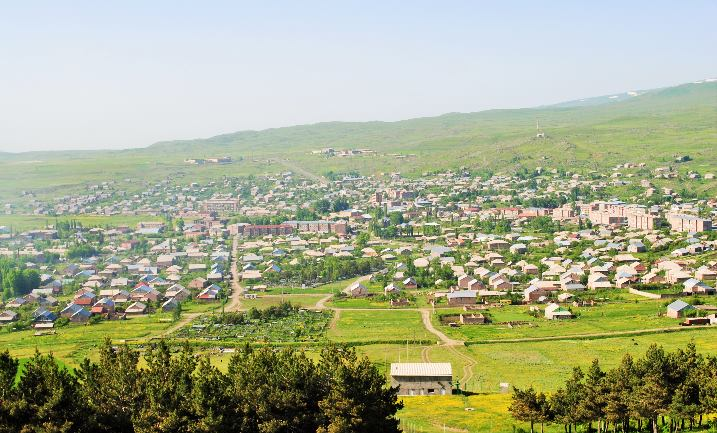

Aparan este un oraș din Provincia Aragatsotn, Armenia.